# Caridinopsis chevalieri
Caridinopsis chevalieri е вид десетоного от семейство Atyidae. Видът не е застрашен от изчезване.

## Разпространение и местообитание
Разпространен е в Гвинея, Кот д'Ивоар и Либерия.
Обитава сладководни басейни и потоци.